# Electrofor-Polka
Die Electrofor-Polka ist eine Polka von Johann Strauss (Sohn) (op. 297). Das Werk wurde am 14. Februar 1865 im Dianabad-Saal in Wien erstmals aufgeführt.

## Einzelnachweis
1. ↑  Quelle: Englische Version des Booklets (Seite 71) in der 52 CDs umfassenden Gesamtausgabe der Orchesterwerke von Johann Strauß (Sohn), Hrsg. Naxos (Label). Das Werk ist als erster Titel auf der 26. CD zu hören.